# رمضان شلح
رمضان عبدالله شَلَح (زاده ۱ فوریه ۱۹۵۸ – درگذشته ۶ ژوئن ۲۰۲۰) از پایه‌گذاران جنبش جهاد اسلامی فلسطین بود که دبیرکلی آن را از سال ۱۳۷۴ تا ۱۳۹۷ بر عهده داشت. بعد از ترور فتحی شقاقی(رهبر و پایه‌گذار جنبش جهاد) بدست اسرائیل، وی دبیرکل جنبش جهاد شد. وی در ۱۸ خرداد ۱۳۹۹ پس از تحمل یک دوره سخت بیماری در دمشق در گذشت.
پس از وی، زیاد نخاله به دبیرکلی جنبش جهاد اسلامی فلسطین انتخاب شد.